# 蓝科高新
甘肃蓝科石化高新装备股份有限公司（上交所：601798），中國機械工業集團有限公司旗下公司，是在1959年以兰州石油机械研究所成立，和海洋石油工程股份有限公司、中国联合工程公司、中国工程与农业机械进出口总公司、浙江新大集团有限公司、上海开拓投资有限公司、盘锦华迅石油成套设备有限公司及中国浦发机械工业股份有限公司股東組成，主要从事石油钻采机械、炼油化工设备、海洋与沙漠石油设备和工程、中小型炼油化工和天然气处理及液体回收工程、轻工与食品机械的研究、设计、开发、制造及石油钻采机械和炼油化工设备的性能测试与评定、石油和石油化工及其装备的先进计算机软件引进与开发、技术咨询及相关工程设计、工程总承包与施工、制造的监理、监造等工作。2011年在上海證券交易所上市。現任董事長張延豐。
2008年，母公司被中國機械工業集團有限公司收購本集團，已被國務院批准。